# Facultad de Ingeniería de Universidad de Santiago de Chile
La Facultad de Ingeniería de Universidad de Santiago de Chile es la más antigua y la más grande de las facultades de Universidad de Santiago de Chile, posee planes de pregrado y postgrado, además de un centro de capacitación. Su actual Decano es Ramón Blasco Sánchez.

## Historia
Los orígenes se remontan a la Escuela de Artes y Oficios (EAO), donde en 1913 comienzan los cursos de Ingeniería.
Luego se crea un institución denominada Escuela de Ingenieros Industriales (EII). Esta institución estaba destinada a dar planes de estudio a técnicos egresados de escuelas industriales y técnicas, poseía las especialidades de Electricidad, Mecánica, Química, Metalurgia y Minas de los cuales descienden los departamentos de dichas especialidades.
En 1947 se crea la Universidad Técnica del Estado (UTE), la cual era la unión de la EAO, escuela mineras e industriales de diversos lugares de Chile y la EII. Pero coexieron ambas instituciones dentro de la Universidad, hasta que en 1972 se unen formalmente el EII y la EAO formando la Facultad de Ingeniería.
En 1958 se traspasa a la universidad la Escuela Vespertina de Construcción y Topografía, de la cual desciende el Departamento de Ingeniería Geográfica y el Departamento Ingeniería en Obras Civiles.
En 1972 se crea el Departamento de Ingeniería Industrial y en 1980 el Departamento Ingeniería Informática.

## Departamentos
- Departamento Ingeniería Eléctrica
- Departamento Ingeniería Geográfica
- Departamento Ingeniería Industrial
- Departamento Ingeniería Informática
- Departamento Ingeniería Mecánica
- Departamento Ingeniería Metalurgia
- Departamento Ingeniería en Minas
- Departamento Ingeniería en Obras Civiles
- Departamento Ingeniería Química

## Programas
- Programa de Energía
- Programa de Educación Continua
- Programa de Relaciones Internacionales
- Programa Centro para la integración Ingeniería Sociedad
- Programa de Desarrollo Ambiental y Producción Limpia
- Programa Centro de Capacitación Industrial (CAI)